# St. Martin (Zillis)

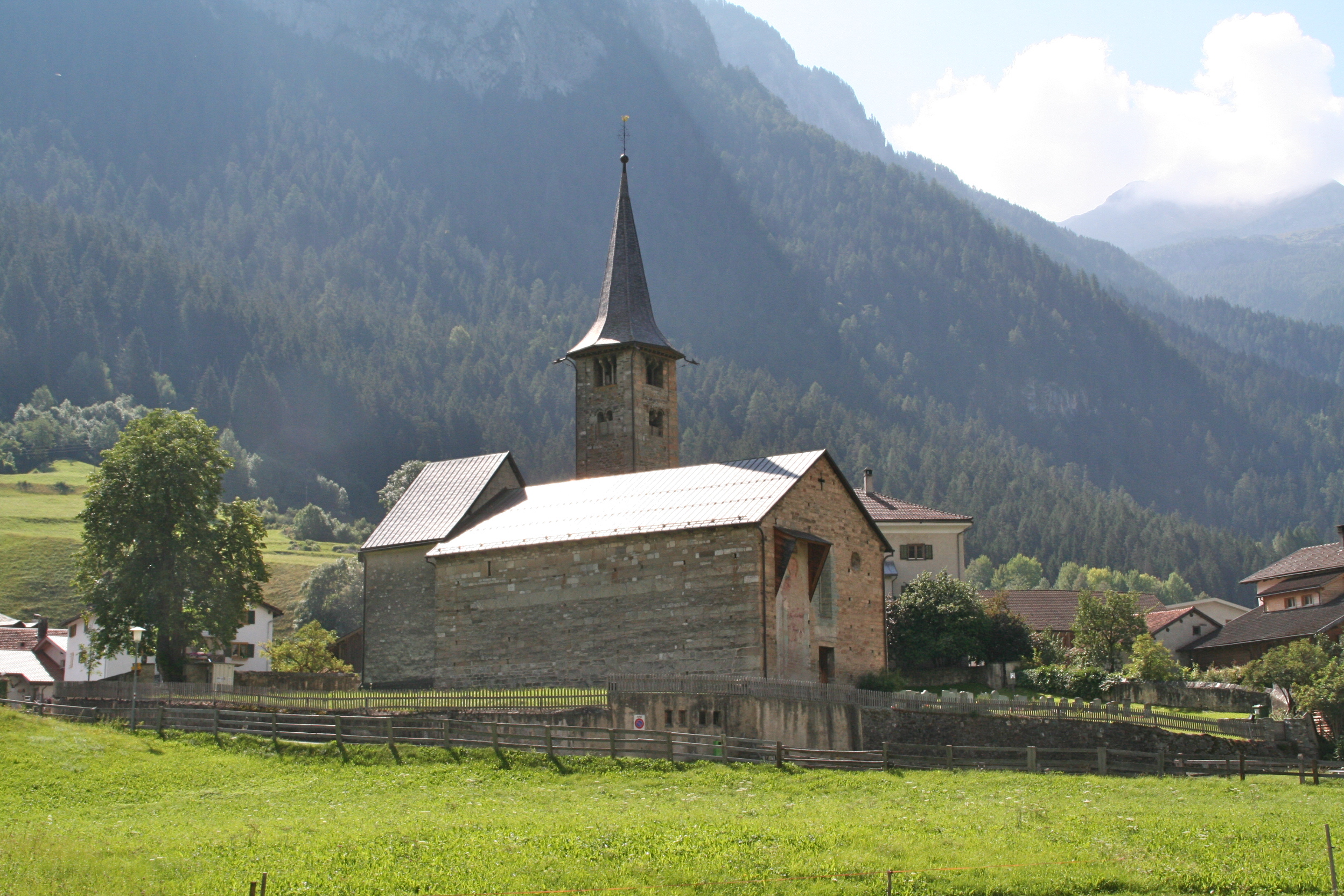
Kirche St. Martin von Norden

Die Kirche St. Martin steht im Dorfkern von Zillis im Schweizer Kanton Graubünden und ist eine romanische Saalkirche. Besonders bekannt ist sie wegen ihrer bemalten Kirchendecke. Derentwegen ist die Kirche ein Schweizer Kulturgut von nationaler Bedeutung.

## Geschichte

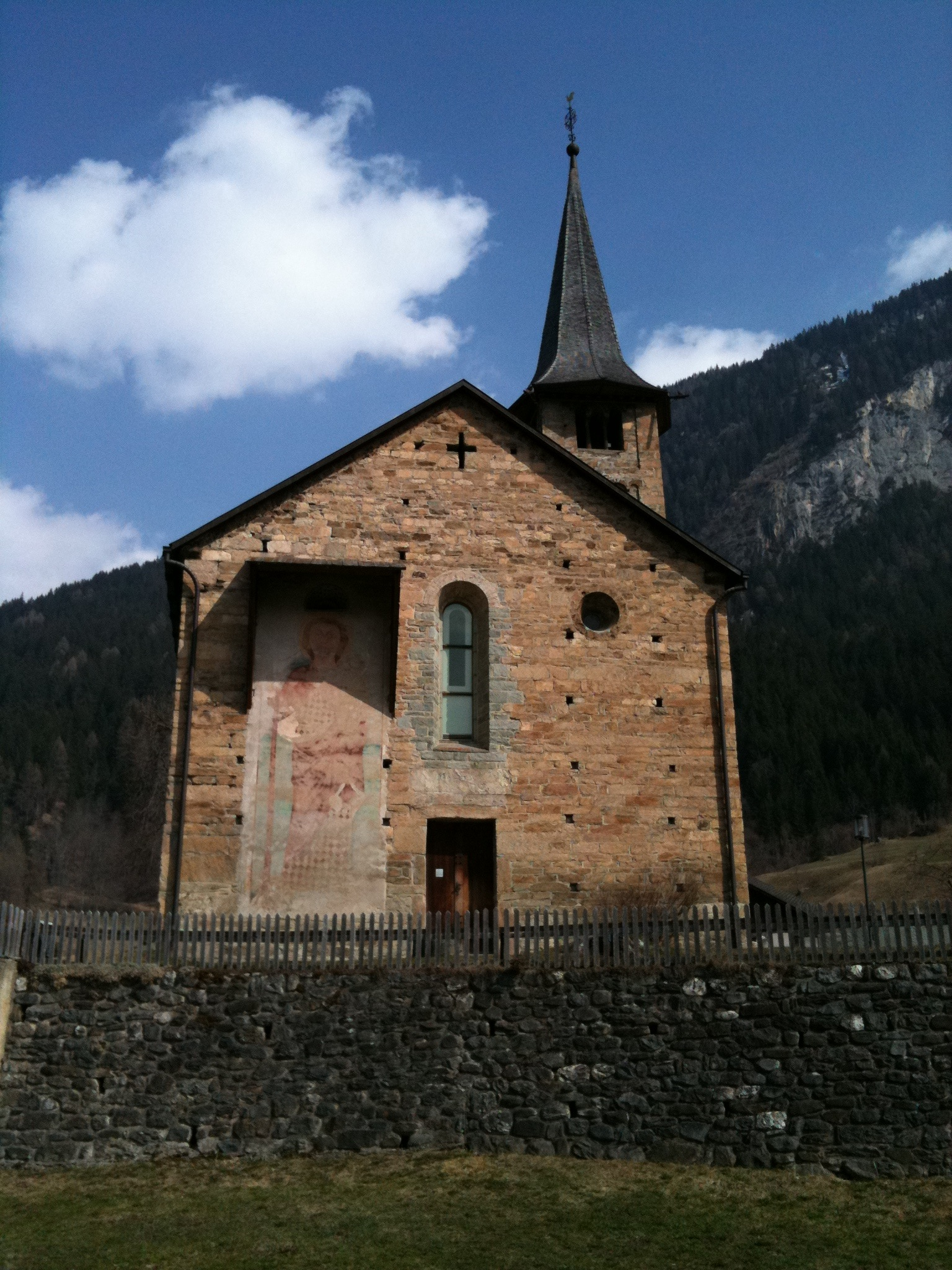
Aussenansicht mit Christophorus-Motiv

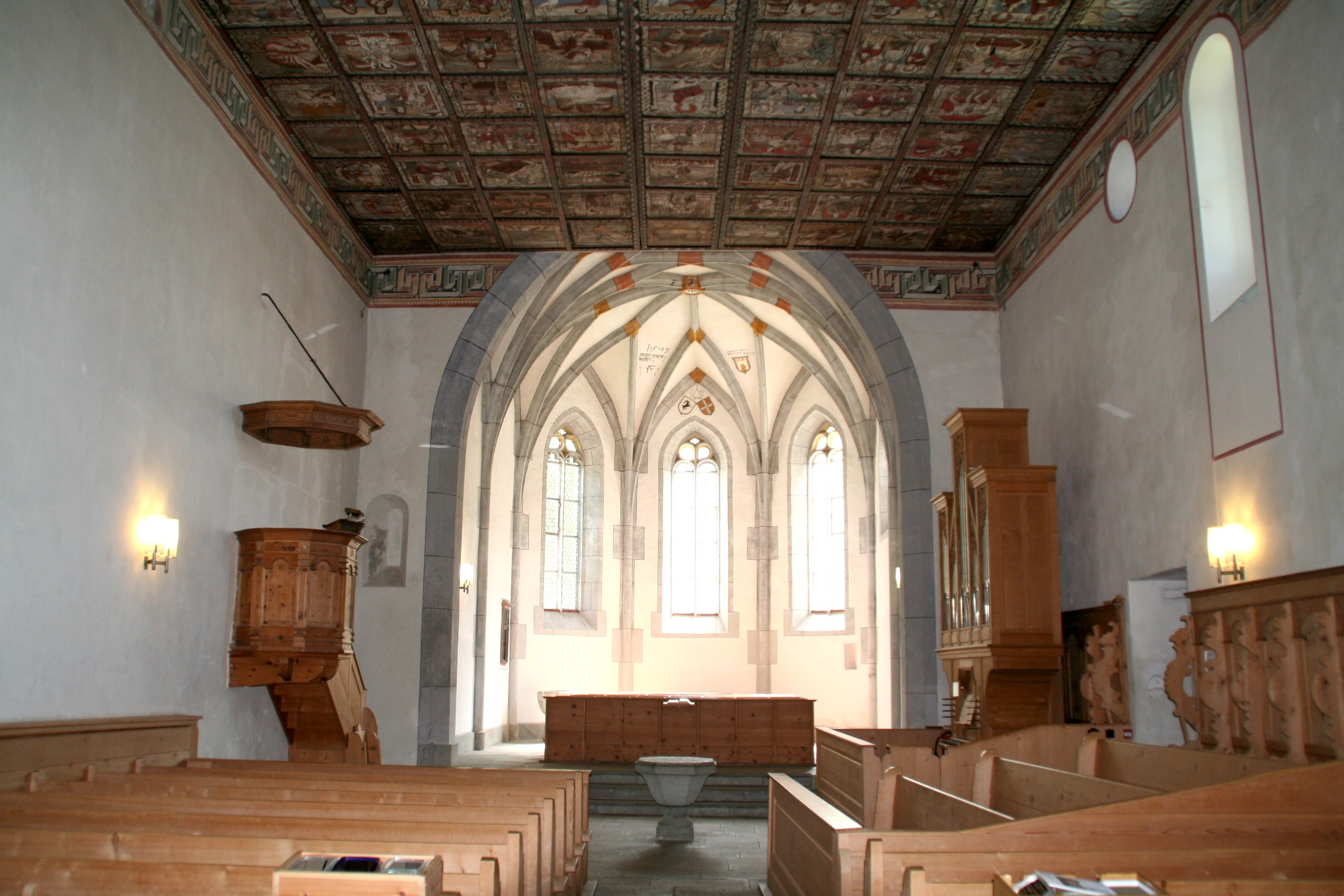
St. Martin, Innenansicht

Ausgrabungen und Münzfunde bestätigen, dass hier schon zur Römerzeit eine Siedlung bestand und eine erste Kirche um das Jahr 500 erbaut wurde. Als ecclesia plebeia wird eine zweite Kirche im Jahr 830 erstmals urkundlich erwähnt. 940 schenkte Kaiser Otto I. diese Kirche von Zillis dem Bischof Waldo von Chur. 1109 bis 1114 wurde das Kirchenschiff der heutigen Kirche und der Turm an der Südostecke errichtet und die bemalte Holzdecke eingebaut. Der Waltensburger Meister brachte in den Jahren 1320–1340 das monumentale Bild des Christophorus an der westlichen Eingangsfassade an. 1509 wurde im Osten ein spätgotischer gewölbter Chor mit polygonalem Abschluss durch den Baumeister Andreas Bühler aus Kärnten angefügt.
In den Jahren 1530–1535 trat das Dorf der Reformation bei. 1677 erhielt der romanische Turm den heutigen Spitzhelm. in den Jahren 1938 bis 1940 wurde die Bilderdecke umfassend restauriert, neu geordnet und neu befestigt. Weitere Sicherungen und Dokumentationen erfolgten 1971 und 1989.

## Baubeschreibung
Die Kirche besteht aus dem romanischen Kirchenschiff mit Satteldach, einem im Osten anschließenden erhöhten gotischen Chor mit dreiseitigem Abschluss und einem auf der Südseite angebauten romanischen Kirchturm mit achtseitiger Spitzhaube. Auf der westlichen Eingangsfassade ist ein Gemälde des heiligen Christophorus aufgebracht, das von knapp über dem Erdboden bis zur Traufhöhe reicht und mit einem Schutzdach versehen ist. Da der Anblick des Heiligen vor einem plötzlichen Tod bewahren sollte, findet man bei mittelalterlichen Kirchen außen oft ein solches monumentales Bild. Auf der dem Dorf zugewandten Ostseite des Turms ist unter der Glockenstube eine Einzeigeruhr mit einem fast turmbreiten bunten Zifferblatt zu sehen.

## Beschreibung der Kirchendecke
Die Kirchendecke ist ein Kunstwerk aus der Epoche der Hochromanik und eines der ganz seltenen Werke dieser Art, das nahezu vollständig und ohne Übermalungen erhalten geblieben ist (vgl. Alte Kirche (Dädesjö) in Schweden). Die Decke wurde um 1109 bis 1114 gemalt und besteht aus 153 quadratischen Bildtafeln (9 Reihen à 17 Tafeln) von ca. 90 cm Seitenlänge. Die meisten sind aus Tannholz und wurden zuerst mit einer dünnen Schicht Gips grundiert, dann aufrecht bemalt und erst dann in die Decke eingesetzt. Der grafische Stil der Bilder weist darauf hin, dass der heute unbekannte Künstler die Buchmalerei beherrscht haben muss.
Die Decke besteht aus 48 Randfeldern und 105 Innenfeldern. Die Randfelder, die bis auf die vier Eckfelder ausschliesslich Szenen auf dem Wasser zeigen (durchlaufendes Wellenband), stellen zusammen wohl einen Ozean dar. Darauf sind grösstenteils seltsame, in der Form von Mischwesen gestaltete Meeresungeheuer (Fabelwesen) als Sinnbild des Bösen sowie drei Szenen mit Schiffen aus der Darstellung der Geschichte von Jona zu sehen. Auf den vier Eckfeldern jedoch sind, auf festem Grund stehend, Engel als Personifikation der vier Winde und Verkünder des Jüngsten Gerichts angeordnet.
Die inneren Bilder, die alle Szenen auf dem  Festland zeigen, sind folgenden Themen aus dem Leben Christi gewidmet: König David, Salomon und Rehabeam als Vorfahren Christi, dann die Verkündigung und die Geschichte der Heiligen Drei Könige, die Flucht nach Ägypten und der Kindermord zu Bethlehem. Es folgen die Taufe Jesu und anschliessend die Lehrtätigkeit und die Wundertaten Christi. Nach dem Abendmahl Jesu endet die Leidensgeschichte mit der Dornenkrönung. Die letzte Bilderreihe berichtet aus dem Leben des heiligen Martin.

## Programmatik der Kirchendecke
Die heutige Anordnung der Bildtafeln ist nicht mehr die ursprüngliche, sondern folgt einer 1939 von Erwin Poeschel vorgenommenen kunsthistorischen Rekonstruktion. Daher ist bei Versuchen, die Bilderdecke als Ganzes und damit auch die Anordnung der Tafeln einer Interpretation zu unterziehen, eine gewisse Zurückhaltung geboten. Trotzdem ist unbestritten, dass die Darstellungen in einem engen Verhältnis zu kosmologischen Vorstellungen ihrer Entstehungszeit stehen: Die Zweiteilung der Decke in eine Innenzone, die das Festland und die Heilsgeschichte darstellt, und eine Aussenzone, die einen von  Meeresungeheuern bevölkerten Ozeanstreifen bildet, entspricht einem auch von mittelalterlichen Weltkarten bekannten Bildschema (vgl. mappa mundi und z. B. die Ebstorfer Weltkarte oder die Londoner Psalterkarte). Auf die Verwandtschaft der Zilliser Decke mit derartigen Weltkarten, die eine runde oder eine rechteckige Grundform haben können, weist auch Folgendes hin: Erstere enthält genauso wie gewisse mappae mundi an ihren Rändern Darstellungen der vier Winde. Vergleichbar mit einigen dieser Weltkarten ist auch die Zilliser Decke so aufgebaut, dass in ihrer Gesamtanlage die Form eines Kreuzes sichtbar wird (in Zillis wird dieser Effekt dadurch erzielt, dass die sich im Zentrum der Decke kreuzenden Mittelstreifen als einzige durch doppelte Ornamentleisten eingefasst sind und dadurch besonders herausgehoben werden).

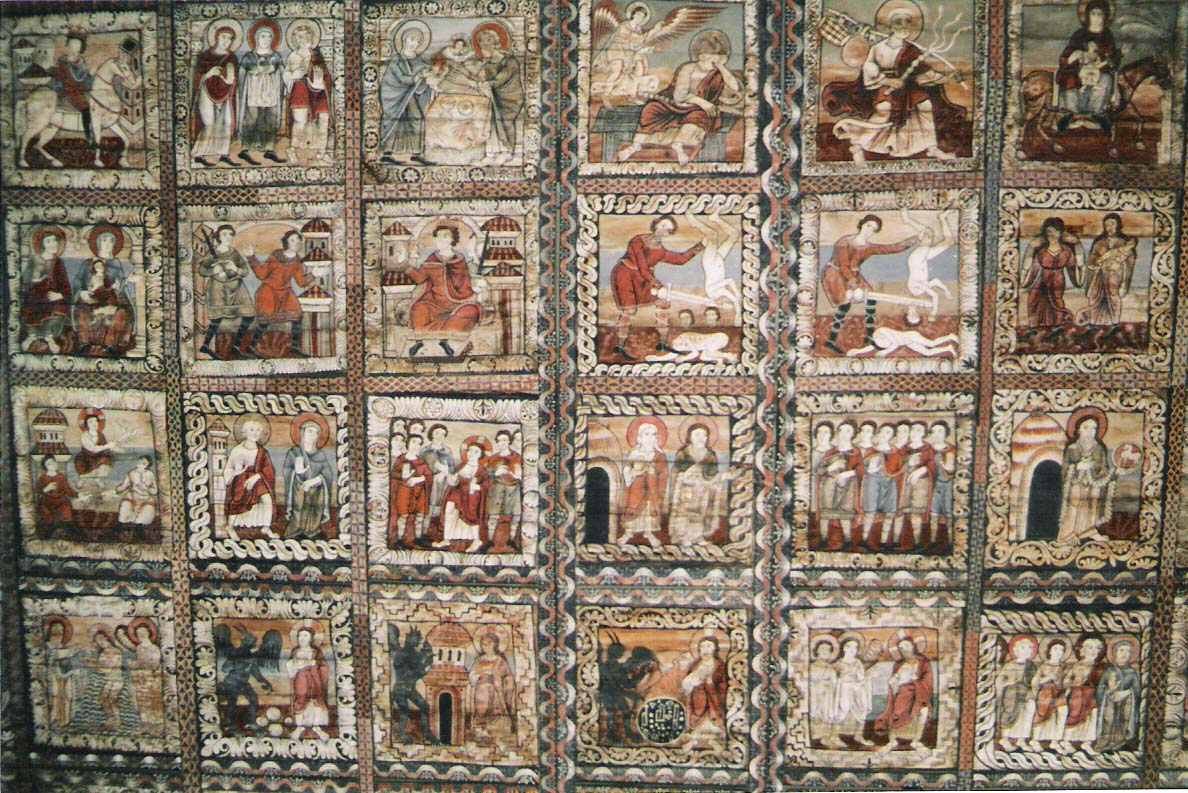
Kirchendecke Zillis, Ausschnitt
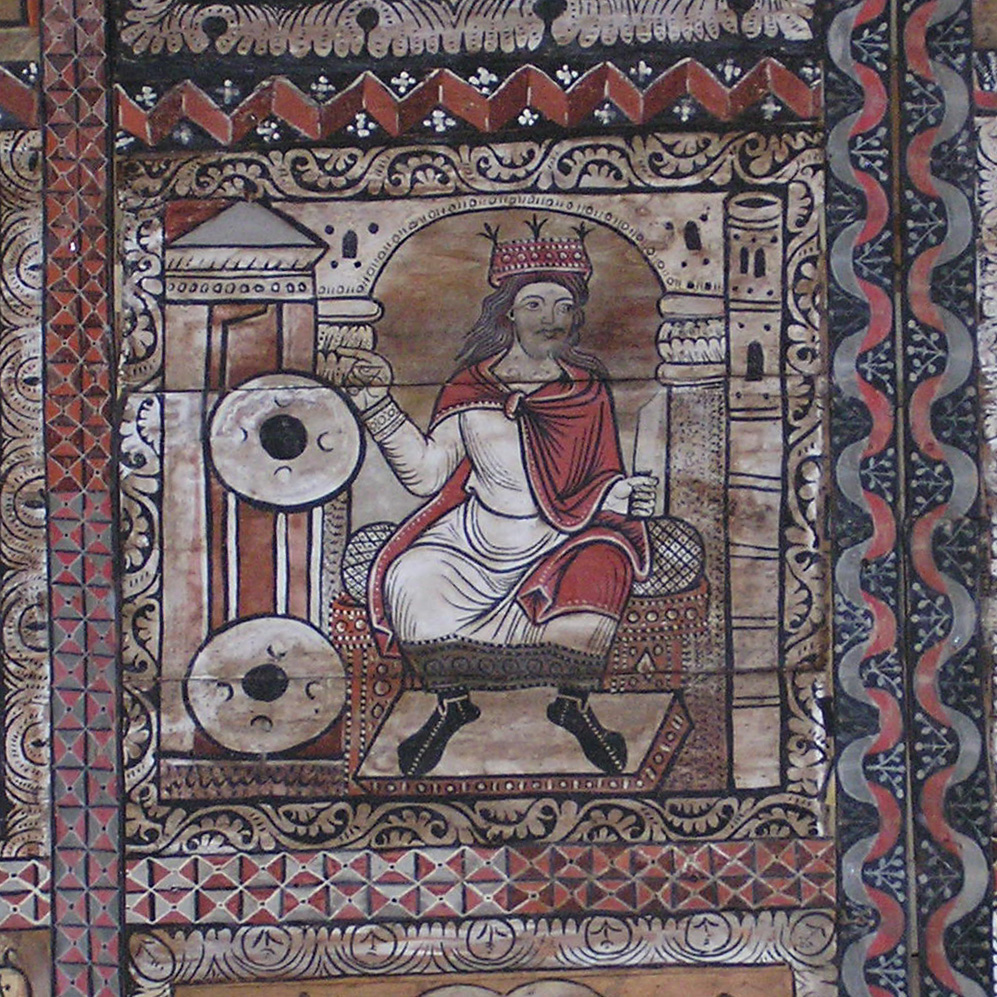
Zillis Detail: Thronender König mit Messer
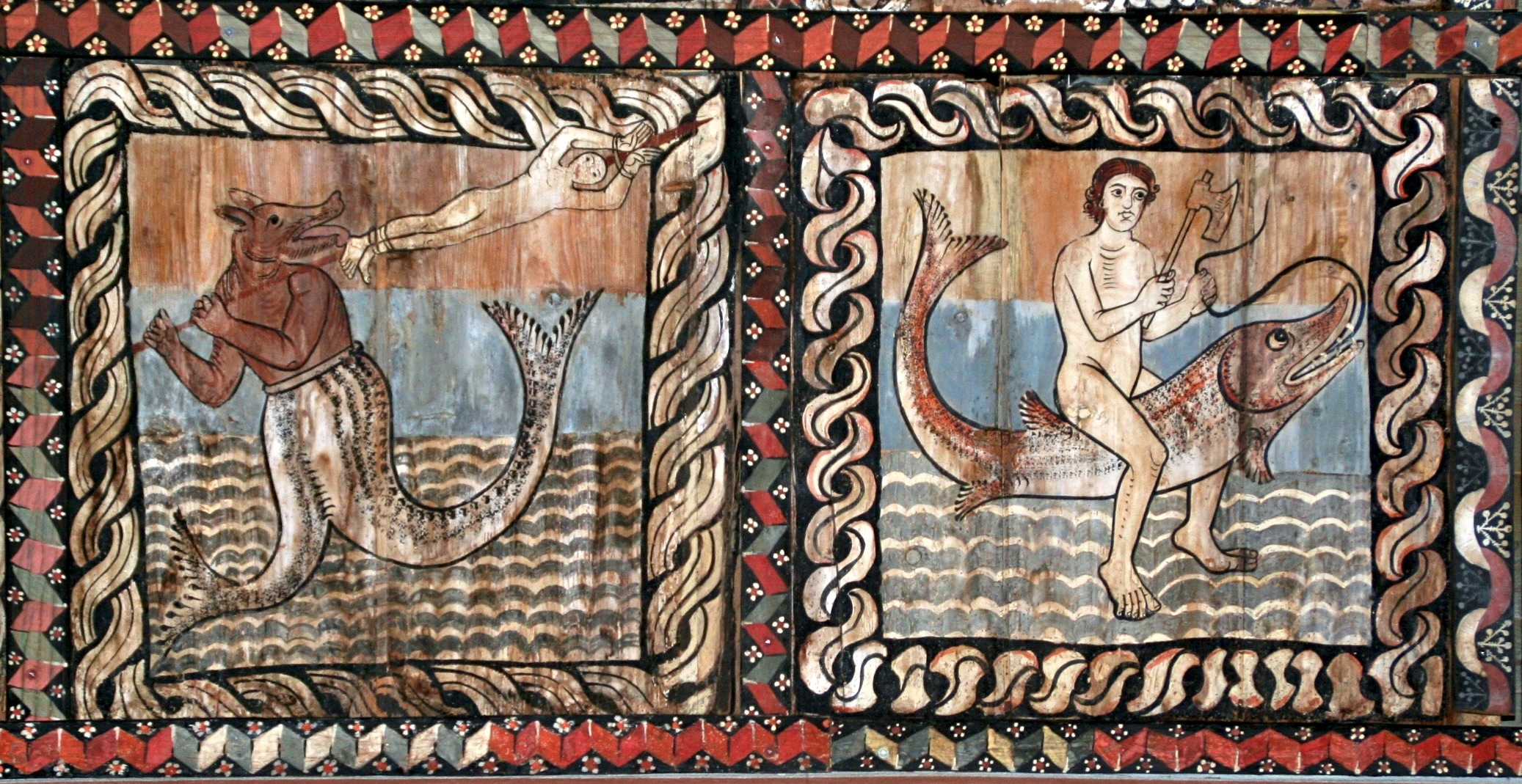
Randfelder: Fabeltiere
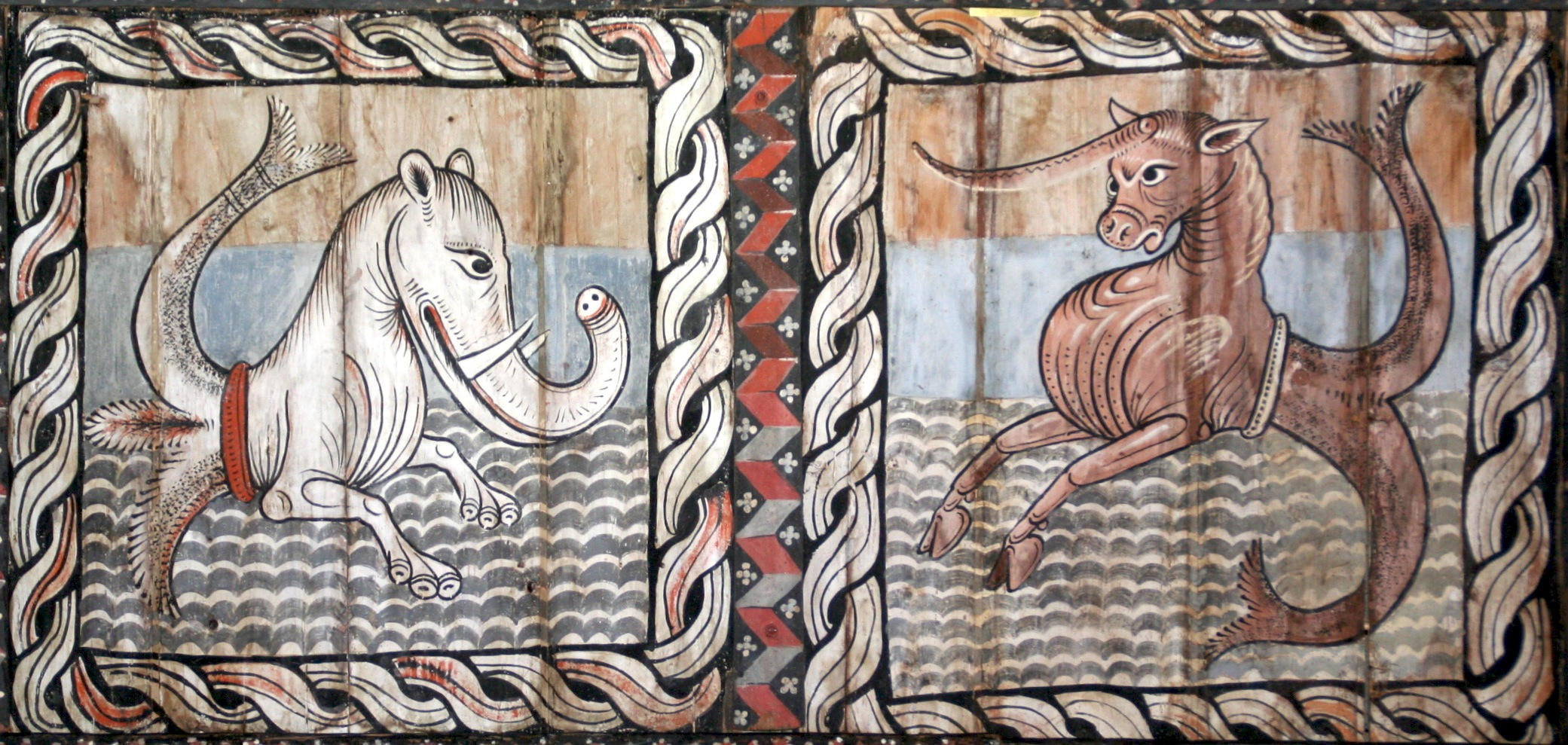
Randfelder: Fabeltiere

## Orgel
In der Kirche befindet sich neben dem Chorbogen eine kleine Orgel mit neun Registern auf einem Manual und Pedal. Sie wurde 1975 von der Orgelbau Felsberg als Opus 30 gebaut.

## Kirchliche Organisation
Zillis/Schamserberg mit der Martinskirche bildet innerhalb der evangelisch-reformierten Landeskirche Graubünden eine eigenständige Kirchgemeinde.